# Thielavia minuta
Thielavia minuta är en svampart som först beskrevs av Cain, och fick sitt nu gällande namn av Malloch & Cain 1973. Thielavia minuta ingår i släktet Thielavia och familjen Chaetomiaceae.   Inga underarter finns listade i Catalogue of Life.